# Challenger de Mersin 2015
El torneo Mersin Cup 2015 es un torneo profesional de tenis. Pertenece al ATP Challenger Series 2015. Se disputará su ª edición sobre superficie dura, en Mersin, Turquía entre el 13 de abril y el 19 de abril de 2015.

## Jugadores participantes del cuadro de individuales
| Favorito | País                            | Jugador               | Rank1 | Posición en el torneo |
| -------- | ------------------------------- | --------------------- | ----- | --------------------- |
| 1        | Bandera de Serbia               | Filip Krajinović      | 86    | Semifinales           |
| 2        | Bandera de Bosnia y Herzegovina | Damir Džumhur         | 84    | Segunda ronda         |
| 3        | Bandera de Turquía              | Marsel İlhan          | 96    | FINAL                 |
| 4        | Bandera de Alemania             | Tobias Kamke          | 114   | Primera ronda         |
| 5        | Bandera de Rusia                | Alexander Kudryavtsev | 127   | Primera ronda         |
| 6        | Bandera de Moldavia             | Radu Albot            | 133   | Primera ronda         |
| 7        | Bandera de Georgia              | Nikoloz Basilashvili  | 137   | Primera ronda         |
| 8        | Bandera de Rumania              | Victor Hănescu        | 140   | Cuartos de final      |

- 1 Se ha tomado en cuenta el ranking del 7 de abril de 2015.

### Otros participantes
Los siguientes jugadores recibieron una invitación (wild card), por lo tanto ingresan directamente al cuadro principal (WC):
- Anıl Yüksel
- Bariş Ergüden
- Efe Yurtacan
- Cem İlkel

Los siguientes jugadores ingresan al cuadro principal tras disputar el cuadro clasificatorio (Q):
- Taro Daniel
- Maxime Hamou
- Iñigo Cervantes Huegun
- Antonio Veić

## Campeones

### Individual Masculino
- Kimmer Coppejans derrotó en la final a  Marsel İlhan], 6-2, 6-2

### Dobles Masculino
- Mate Pavić /  Michael Venus derrotaron en la final a  Riccardo Ghedin /  Ramkumar Ramanathan, 5–7, 6–3, [10–4]